# Danemark aux Jeux paralympiques d'hiver de 2022
Le Danemark participe aux Jeux paralympiques d'hiver de 2022 à Pékin en Chine du 4 au 13 mars 2022. Il s'agit de sa douzième participation à des Jeux d'hiver.
La délégation est très restreinte avec un seul skieur en fauteuil, Adam Nybo . Il sera accompagné de son entraîneur Visti Lindemann et de Michael Møllgaard Nielsen, qui est le chef de mission. 

## Compétition

### Ski alpin
Adam Nybo (LW 12-1) a réussi à se qualifier aux jeux, où il est engagé en slalom géant et en slalom, sa discipline favorite. Il reste sur une honorable 12e place aux championnats du monde de ski alpin handisport de Lillehammer. 
Adam Nybo skie depuis 14 ans et concourt depuis sept saisons. À l'âge d'un an, il a été atteint de la maladie de la myélite transverse ce qui l’amène à avoir une fonction réduite de ses jambes.
| Athlète   | Épreuve        | Manche 1 | Manche 1 | Manche 2 | Manche 2 | Total | Total |
| Athlète   | Épreuve        | Temps    | Rang     | Temps    | Rang     | Temps | Rang  |
| --------- | -------------- | -------- | -------- | -------- | -------- | ----- | ----- |
| Adam Nybo | Slalom - Assis | 57.63    | 24       | DSQ      | DSQ      | DSQ   | DSQ   |